# 广东卫视
廣東衛視，全称廣東廣播電視台综合頻道，是中國廣東廣播電視台擁有的一條以普通話廣播為主的衛星頻道，也是广东电视台的第一个频道，前身為广州电视台、广东电视台、广东电视一台、廣東電視嶺南台。频道于1958年9月30日用二频道试播，1960年7月1日正式开播，1996年6月1日開始在廣州市通過數碼衛星電視試播，1996年7月8日，廣東電視嶺南台以廣東電視衛星台作為頻道名稱正式上星播出，后改呼號為“廣東電視臺衛星頻道”，簡稱“廣東衛視”。

## 歷史
1958年9月30日，廣州電視台（不是現在的廣州電視台）用二頻道試行播出，1960年7月1日正式播出。1976年1月1日，廣州電視台二頻道改為彩色畫面播出，1979年元旦，廣州電視台改呼號為廣東電視台。1983年9月，隨著廣東電視二台（現珠江頻道）的開播，廣東電視台更名為廣東電視一台。1987年，根據1986年開始籌劃的“廣東電視台節目改革方案”，原廣東電視一台呼號改為“廣東電視嶺南台”，以普通話播出。嶺南台覆蓋廣東全境，同時也適應廣東省廣大普通話觀眾的需要，並兼顧知識階層的需要。
1996年6月1日，經過兩年籌備，在原廣東電視嶺南台基础上改造的“廣東電視衛星台”開始在廣州市通過數碼衛星電視試播，通過中星6A和中星6B通訊衛星和地面微波骨幹傳送，并在全国省级台中率先实现全自动播出，7月8日，在番禺南村鎮衛星地球站舉行正式開播儀式，由時任中共廣東省委书记謝非親自按動啓播開關。頻道上星播出初期曾播出潮州話、客家話、英語節目，但這些非普通话節目均在不久后取消。
2001年，廣東衛視收視人口為4.8億，在全國的可接收家庭共1.4億戶，佔全國電視家庭戶的比例為40.5％，當時有9000萬人經常看廣東衛視的節目，在全國所有衛星頻道中排前列。2002年6月，廣東衛視改版，将節目包裝改为以明快、生動的綠色為主要基調，還在黃金時段播出粤语电视剧《外來媳婦本地郎》，將嶺南文化推向全國 。2004年6月28日，廣東衛視再次改版，以“財富綜合頻道”為頻道定位，台標也改為金色。此次改版後的廣東衛視總體收視比改版前連翻兩倍，全國可接收人口比2005年淨增991萬人，達到5.89億，在37個省級衛視中排名第5。
2009年9月28日起，廣東衛視以高清及標清雙制式同步播出，改台標為紅色，並於當日取消了粵語節目《外來媳婦本地郎》的播出，所有節目全部使用普通话，成為了全普通话頻道，口號也改為“開放中國 活力廣東”。
2014年1月1日起，廣東衛視改版，其中《廣東新聞聯播》的播出時間調整至18:30，與全國絕大多數省級衛視的版面編排一致（現時除西藏衛視、新疆衛視、兵團衛視外，全國各地方新聞聯播均安排在18:30左右播出），《廣東新聞聯播》每天19:30亦會安排在廣東新聞頻道重播。
2015年12月31日，廣東衛視對台標進行微調，整個簡體字“广”字圖形進行了調整，調整後的新台標更加現代，輕盈，为广东广播电视台各频道中第一个更换为新“广”字图形台标的频道（2019年12月13日全部更换）。一日後，廣東廣播電視台電視新聞中心使用的話筒的話筒標也隨之更換。
2016年2月7日，广东卫视高、标清信号转播2016年中国中央电视台春节联欢晚会期间统一为高清信号，在转播结束之后转播CCTV1综合信号恢复对应线路转播，高清转播CCTV1综合高清，标清转播CCTV1综合标清。
2017年5月12日，廣東衛視標清頻道在無作出預告下改為16:9格式播出（5月12日深夜3點整衛星信號改為16:9，深夜3點04分01秒網絡直播改為16:9）。此次調整為直接降頻後的高清頻道信號，所有節目包括新聞，綜藝，電視劇，電影，廣告等全部以16:9格式播出。唯標清台標顏色比高清台標暗，且位置比高清台標更偏左，標清報時器使用高清報時器的4:3版本。另外，廣東衛視標清頻道在5月12日起轉播高清版《新聞聯播》，這是繼東南衛視、雲南衛視轉播CCTV1高清信號之後，第三個轉播高清央視新聞聯播的衛星頻道。而第一批高標清同播的8個省級衛視中僅有廣東衛視全頻道標清16:9（其他部分16:9衛視在新聞節目或轉播央視新聞聯播時仍採用4:3格式）。
2019年，中共广东省委、广东省人民政府推动“广东卫视改革振兴发展”三年规划，作为建设“文化强省”的措施之一，每年给予财政专项资金支持，同时确立“美好生活的倡导者”新口号及“开门办卫视、全台办卫视”的办台宗旨，推出一系列新节目。根据央视索福瑞数据，2019年广东卫视全年平均收视率为0.079%，在全国各省级卫视排名第9位，2020年广东卫视全年平均收视率为0.111%，在全国各省级卫视排名第7位。
2021年，广东卫视改革振兴三年行动计划圆满收官，根据央视索福瑞数据统计，广东卫视收视排名全国第6，在国家广电总局的中国视听大数据全国排名第5，连续三年市场份额复合增长幅度在30%以上，不仅是全国上升最快的省级卫视，还成功跻身竞争最激烈、平台价值最高的卫视头部阵营。
2022年5月1日，广东广播电视台整合优质资源，成立以广东卫视、触电传媒为首的联合体运营中心（1+3+1），中心充分发挥联合作用，以广东触电传媒科技有限公司为运营主体平台，整合各成员单位优势资源，优化重组经营团队，实行整体规划、统一指挥、协同作战，提升资源整体营销能力和市场应对能力，凝心聚力打造资源共享、优势互补、合作共赢的良性运营生态，同时为广东台构建全媒体生态服务体系积累经验。
2025年6月28日，广东卫视增设4K超高清格式方式播出，成为中国内地省级卫视频道中第二个4K超高清卫视频道。

## 主持人
- 刘芯怡
- 李冰洁
- 李佳
- 邓璐
- 孙鹤
- 赵小婷
- 朱荣
- 韩彬
- 孙玥琪
- 杨森
- 刘雨希
- 王韵琳（王润琳）
- 王昱龙

## 节目
黄金时段节目
新闻和资讯节目為綠色；綜藝和生活節目為金色；电视劇和电影為米色。参考资料：
| 时间   | 18:00      | 18:30                  | 19:00                  | 19:30    | 20:00    | 20:30    | 21:10                | 21:20                | 21:45                | 22:00                | 22:30    | 23:00    | 23:30    |
| ------ | ---------- | ---------------------- | ---------------------- | -------- | -------- | -------- | -------------------- | -------------------- | -------------------- | -------------------- | -------- | -------- | -------- |
| 星期一 | 下午茶剧场 | 广东新闻联播、天气预报 | 转播中央电视台新闻联播 | 活力剧场 | 活力剧场 | 活力剧场 |                      |                      |                      | 晚间新闻             | 灣區剧场 | 灣區剧场 | 灣區剧场 |
| 星期二 | 下午茶剧场 | 广东新闻联播、天气预报 | 转播中央电视台新闻联播 | 活力剧场 | 活力剧场 | 活力剧场 |                      |                      |                      | 晚间新闻             | 灣區剧场 | 灣區剧场 | 灣區剧场 |
| 星期三 | 下午茶剧场 | 广东新闻联播、天气预报 | 转播中央电视台新闻联播 | 活力剧场 | 活力剧场 | 活力剧场 | 健康有道             |                      |                      | 晚间新闻             | 灣區剧场 | 灣區剧场 | 灣區剧场 |
| 星期四 | 下午茶剧场 | 广东新闻联播、天气预报 | 转播中央电视台新闻联播 | 活力剧场 | 活力剧场 | 活力剧场 |                      |                      | 健康有道             | 晚间新闻             | 灣區剧场 | 灣區剧场 | 灣區剧场 |
| 星期五 | 下午茶剧场 | 广东新闻联播、天气预报 | 转播中央电视台新闻联播 | 活力剧场 | 活力剧场 | 活力剧场 | 季播综艺节目         | 季播综艺节目         | 季播综艺节目         | 季播综艺节目         | 晚间新闻 | 灣區剧场 | 灣區剧场 |
| 星期六 | 下午茶剧场 | 广东新闻联播、天气预报 | 转播中央电视台新闻联播 | 活力剧场 | 活力剧场 | 活力剧场 | 粤港澳大湾区宣传节目 | 粤港澳大湾区宣传节目 | 粤港澳大湾区宣传节目 | 粤港澳大湾区宣传节目 | 灣區剧场 | 灣區剧场 | 灣區剧场 |
| 星期日 | 南粤警视   | 广东新闻联播、天气预报 | 转播中央电视台新闻联播 | 活力剧场 | 活力剧场 | 活力剧场 | 邓璐时间             |                      |                      | 晚间新闻             | 灣區剧场 | 灣區剧场 | 灣區剧场 |

纪录片
- 广东地名故事
- 老广的味道
- 古色古香中国味
- 秘境神草
- 大美粤桂黔

其他社教类节目
- 飞越广东
- 创新在前列

季播综艺节目
- 技行天下
- 劳动号子
- 青春歌谣
- 国乐大典
- 众创英雄汇
- 新屋齐家装
- 考不好没关系
- 见多识广
- 流淌的歌声
- 粤菜好师傅
- 去野吧餐桌

特别节目
- 音乐先锋榜年度颁奖典礼（音乐之声制作，通常为录播，有时为现场直播）
- 跨年晚会
- 广东电视台春节联欢晚会（珠江频道制作，通常为录播）
- 嘉人自友约·宅友版

已停播的部分节目
- 生存大挑战（2000—2005）
- 台湾味道
- 千万别错过
- 乐拍乐高
- 挑战名人墙
- 外来媳妇本地郎（粤语情景剧，不再安排于该频道播出）
- 人在他乡
- 天下聊斋
- 午间新闻（2015年8月停播）
- 股舞飞阳
- 新闻早高峰（改由只在廣東新聞頻道播出 已于2018年11月停播）
- 活力大冲关（于周六日播出）
- 直播全球
- 纵横大湾区
- 我要去创业
- 创投加速度
- 海岛之恋
- 幽默观察家
- 追梦在路上
- 凡人大爱
- 中国好男儿
- 炫风车手
- 天作之合
- 社会纵横（曾为本频道日播舆论监督节目，后移至新闻频道播出，本频道改为播出与日播版性质不同的周播社会观察类节目，现周播节目已停播，日播版仍在播出）
- 健康有道（前身为《健康来了》，现仅播出重播节目）
- 音乐大师课（北京卫视节目，仅播出第三季）
- 技行天下
- 财经郎眼
- 粵味好功夫[b]

## 备注
1. ↑  不适用于广东广电网络，后者会在央视春晚期间将所有转播春晚的频道全部替换为CCTV1综合的清流信号。
2. ↑  港台電視32於2023年11月19日起晚上9:30至11:00播出本节目，以《視聽中國：粵味好功夫》名稱播映。